# Ben Dolic
Benjamin Dolić (Ljubljana, 4 mei 1997), beter bekend als Ben Dolic, is een Sloveense zanger.

## Biografie
Op zijn twaalfde deed Dolić mee aan de Sloveense talentenjacht Slovenija ima talent. Hier bereikte hij de halve finale. Toen hij op de middelbare school zat, werd hij onderdeel van de groep D Base. Met deze groep deed hij in 2016 mee aan de Sloveense voorronde voor het Eurovisiesongfestival. Hun inzending Spet živ ging niet verder naar de superfinale en was daarmee uitgeschakeld. In 2018 deed Dolić in Duitsland mee aan het achtste seizoen van The Voice of Germany. Hij werd er tweede, na winnaar Samuel Rösch.
Dolić werd in 2020 intern geselecteerd om Duitsland te vertegenwoordigen op het Eurovisiesongfestival 2020. Op 18 maart 2020 werd het festival evenwel geannuleerd vanwege de coronapandemie.
- Gemeinsame Normdatei: 1205513825
- MusicBrainz: 9c7f180b-3949-492d-8f4a-25e6bf5184d4
- Virtual International Authority File: 2901158309892506690004